# 萨达拉·辛格
萨达拉·辛格（Sardara Singh，1986年7月15日—），印度男子曲棍球运动员，2010年亚洲运动会男子曲棍球铜牌得主、2014年亚洲运动会男子曲棍球金牌得主、2018年亚洲运动会男子曲棍球铜牌得主。